# دانشگاه سوگانگ
دانشگاه سوگانگ (انگلیسی: Sogang University; SU; کره‌ای: 서강대학교; هانجا: 西江大學校؛ ترجمه تحت‌اللفظی: «دانشگاه رودخانه غربی») یکی از معبرترین دانشگاه‌های پژوهشی خصوصی در سئول، کره جنوبی است. این دانشگاه در سال ۱۹۶۰ توسط انجمن عیسی ایالت ویسکانسین تأسیس شد.